# Calcio alla XXIX Universiade
Il torneo di calcio della XXIX Universiade si è svolto a Taipei, a Taiwan, dal 18 al 29 agosto 2017. Al torneo maschile hanno partecipato 16 rappresentative, a quello femminile 14.

## Podi

### Uomini
| Evento                     | Oro      | Argento | Bronzo  |
| Calcio maschile (dettagli) | Giappone | Francia | Messico |

### Donne
| Evento                      | Oro     | Argento  | Bronzo |
| Calcio femminile (dettagli) | Brasile | Giappone | Russia |

## Medagliere
| Posizione | Paese    |   |   |   | Totale |
| --------- | -------- | - | - | - | ------ |
| 1         | Giappone | 1 | 1 | 0 | 2      |
| 2         | Brasile  | 1 | 0 | 0 | 1      |
| 3         | Francia  | 0 | 1 | 0 | 1      |
| 4         | Messico  | 0 | 0 | 1 | 1      |
| 4         | Russia   | 0 | 0 | 1 | 1      |
| Totale    | Totale   | 2 | 2 | 2 | 6      |